# Delosperma dunense
Delosperma dunense är en isörtsväxtart som beskrevs av L. Bol.. Delosperma dunense ingår i släktet Delosperma, och familjen isörtsväxter. Inga underarter finns listade i Catalogue of Life.